# Louise Fouquet
Pour les articles homonymes, voir Fouquet.
Louise Fouquet est une actrice française, née le 1er novembre 1918 à Saint-Usage (Côte-d'Or) et morte le 15 juin 1999 à Paris.

## Biographie

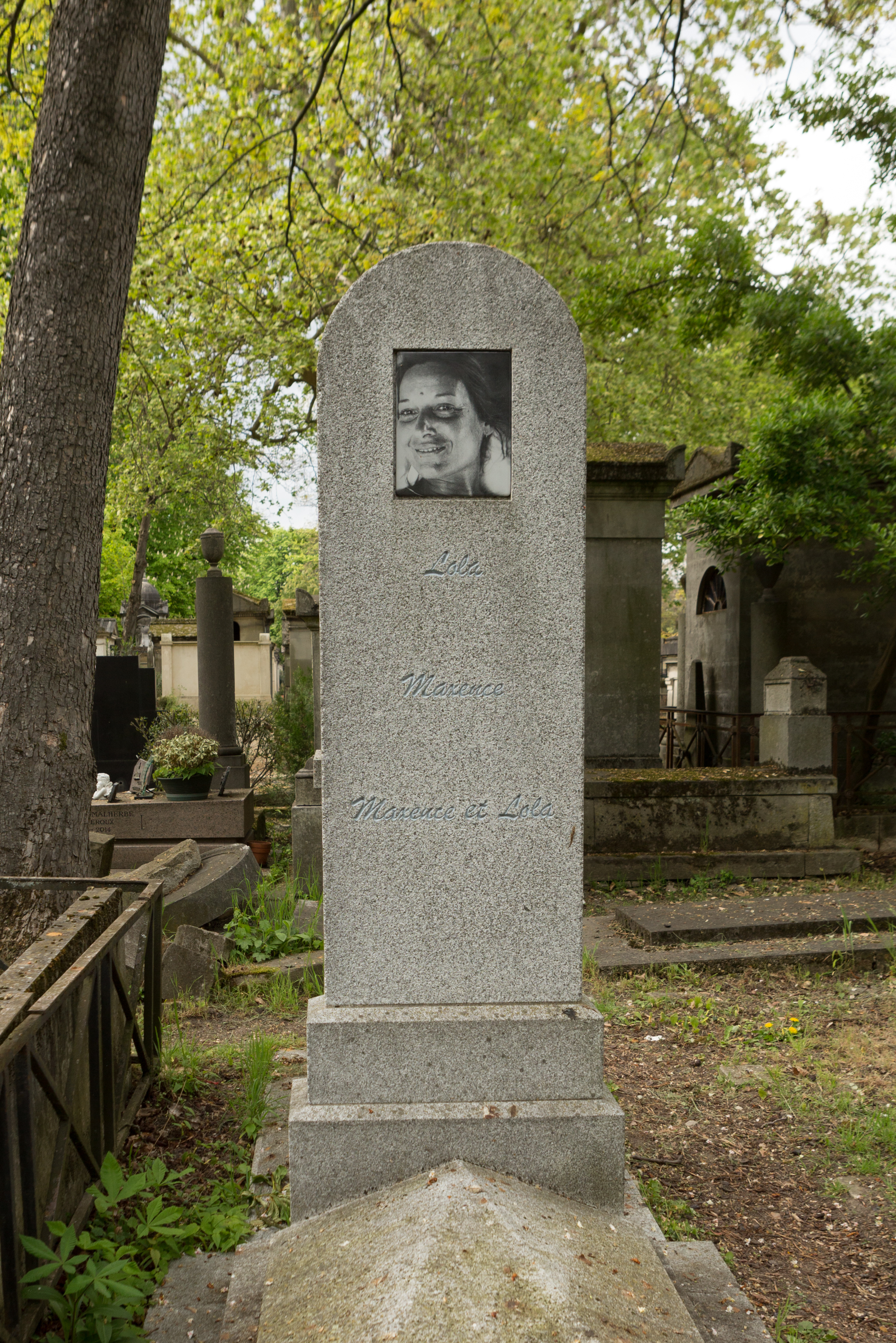
Tombe de Louise Fouquet au cimetière du Père-Lachaise (division 43).

Elle fut, après sa carrière devant les caméras, agent artistique et l'épouse de Marcel Mouloudji.
Elle est enterrée au cimetière du Père-Lachaise (43e division).

## Filmographie
- 1930 : Chiqué de Pierre Colombier - sous le pseudonyme de Florence -
- 1936 : L'Argent de Pierre Billon
- 1938 : Entrée des artistes de Marc Allégret
- 1939 : Quartier sans soleil de Dimitri Kirsanoff
- 1943 : Adieu Léonard de Pierre Prévert
- 1948 : Les Frères Bouquinquant de Louis Daquin
- 1948 : Bagarres de Henri Calef La cabaretière
- 1949 : Le Bout de la route d'Émile Couzinet
- 1949 : La Maternelle de Henri Diamant-Berger Madame Cœuret
- 1949 : La Marie du port de Marcel Carné La prostituée
- 1950 : Juliette ou la Clé des songes de Marcel Carné La compagne du légionnaire
- 1953 : La Ballade des réverbères de Pierre Gout - court métrage -
- 1954 : Tout chante autour de moi de Pierre Gout